# Liporrhopalum cuspidatae
Liporrhopalum cuspidatae är en stekelart som beskrevs av Hill 1969. Liporrhopalum cuspidatae ingår i släktet Liporrhopalum och familjen fikonsteklar. Inga underarter finns listade i Catalogue of Life.